# William Still (attivista)
William Still (Contea di Burlington (Comune di Shamong), 7 ottobre 1819 – Filadelfia, 14 luglio 1902) è stato un imprenditore, scrittore, storico e aboliziosta afroamericano statunitense di Filadelfia, in Pennsylvania. Fu un organizzatore della Underground Railroad e responsabile di aver aiutato e assistito almeno 649 schiavi a raggiungere la libertà verso il Nord. Still fu anche uomo d'affari, scrittore, storico e attivista per i diritti civili. Prima della guerra civile americana, Still fu presidente del Comitato di vigilanza della Pennsylvania Anti-Slavery Society, denominata Vigilant Association of Philadelphia. Aiutò direttamente gli schiavi fuggitivi e tenne anche un registro delle persone servite per aiutare le famiglie a riunirsi.
Dopo la guerra, Still continuò a essere un importante uomo d'affari, un commerciante di carbone e un filantropo. Utilizzò i suoi meticolosi registri per scrivere un resoconto del sistema sotterraneo e delle esperienze di molti schiavi fuggiti, intitolato The Underground Railroad Records (1872).

## La famiglia
William Still nacque a Shamong Township, Contea di Burlington, New Jersey, da Sidney, entrambi ex schiavi. Era il più giovane di diciotto figli. I suoi genitori erano emigrati separatamente nel New Jersey. Per prima cosa suo padre aveva acquistato la libertà nel 1798 dal suo padrone nella Contea di Caroline, Maryland, sulla Costa orientale del Maryland e si era trasferito a nord nel New Jersey. Levin rimase nel Maryland fino al 1805 per sorvegliare la moglie e i figli. Dopo essere arrivati a Evesham Township, divennero amici di famiglie di nome “Still” e assunsero il cognome per nascondere lo status di fuggitiva di Charity.
Sua madre, Charity, fuggì due volte dal Maryland. La prima volta, lei e i quattro figli furono tutti ricatturati e rispediti in schiavitù. Alcuni mesi dopo Charity fuggì di nuovo, portando con sé solo le due figlie più giovani, e raggiunse il marito nel New Jersey. Dopo la sua fuga Charity e Levin ebbero altri 14 figli, di cui William era il più giovane. Sebbene questi bambini siano nati nello Stato libero del New Jersey, secondo la legge del Maryland e la legge federale sugli schiavi, erano ancora legalmente schiavi, poiché la loro madre era una schiava fuggitiva. Secondo la legge del New Jersey, tuttavia, erano liberi. Si stabilirono nella Barriera dei Pini del New Jersey, in una piccola località chiamata Shamong Township.
Né Charity né Levin poterono liberare i loro due figli maggiori, che rimasero schiavi nel Maryland. Levin Jr. e Peter Still furono venduti dal Maryland ai proprietari di schiavi di Lexington, nel Kentucky. In seguito furono rivenduti ai piantatori dell'Alabama nel Profondo Sud. Levin Jr. morì a causa di una frustata mentre era schiavo. Peter, sua moglie 'Vina' e la maggior parte della sua famiglia fuggirono dalla schiavitù quando aveva circa 50 anni, con l'aiuto di due fratelli di nome Friedman, che gestivano stabilimenti mercantili a Florence, in Alabama, e a Cincinnati, in Ohio. Sono stati oggetto di un libro pubblicato nel 1856.
In seguito Peter Still cercò aiuto presso la Pennsylvania Anti-Slavery Society, cercando di trovare i suoi genitori o altri membri della sua famiglia di nascita. Lì conobbe William Still, ma inizialmente non aveva idea che fossero parenti. Mentre William ascoltava la storia di Peter, riconobbe la storia che sua madre gli aveva raccontato molte volte. Dopo aver appreso che suo fratello maggiore Levin era stato frustato a morte per aver visitato sua moglie senza permesso, William gridò: “E se ti dicessi che sono tuo fratello!”. In seguito, Peter e sua madre si riunirono dopo essere stati separati per 42 anni.
Un altro dei fratelli di William era James Still. Nato nel New Jersey nel 1812, James voleva diventare medico, ma disse che “non aveva il colore giusto per entrare dove si dispensava tale conoscenza”. James studiò erbe e piante e si appoggiò a un medico bianco per imparare la medicina. Divenne noto come il “Dottore Nero dei Pini”, poiché viveva ed esercitava nella Township di Medford, nel New Jersey. Il figlio di James, James Thomas Still, fu il terzo afroamericano a laurearsi alla Harvard Medical School nel 1871.
Gli altri fratelli di William includevano Levin, Jr., Peter, James, Samuel, Mary, insegnante e missionaria della Chiesa Episcopale Metodista Africana, Mahala (che sposò Gabriel Thompson) e Kitturah, che si trasferì in Pennsylvania.

## Matrimonio e figli
Nel 1844 William Still si trasferì dal New Jersey a Filadelfia, in Pennsylvania. Nel 1847, lo stesso anno in cui fu assunto come impiegato presso la Pennsylvania Society for the Abolition of Slavery, Still sposò Letitia George. Ebbero quattro figli che sopravvissero all'infanzia. La più grande fu Caroline Virginia Matilda Still (1848-1919), una delle prime donne nere a diventare medico negli Stati Uniti. Caroline frequentò l'Oberlin College e il Women's Medical College di Filadelfia, molto più tardi conosciuto come Woman's Medical College of Pennsylvania. Sposò Edward J. Wiley. Dopo la sua morte, si sposò di nuovo con il Reverendo Matthew Anderson, pastore di lunga data della Chiesa Presbiteriana Bereana di Filadelfia Nord. Aveva un'ampia attività medica privata a Filadelfia ed era anche un'attivista, insegnante e guida della comunità.
William Wilberforce Still (1854-1932) si laureò alla Lincoln University e successivamente esercitò la professione di avvocato a Filadelfia. Robert George Still (1861-1896) divenne giornalista e possedeva una tipografia a Pine, sull'11° strada, nel centro di Filadelfia. Frances Ellen Still (1857-1943) divenne un'insegnante di scuola materna: prese il nome dalla poetessa Frances Ellen Watkins Harper, che aveva vissuto con gli Still prima del suo matrimonio. Secondo il Censimento degli Stati Uniti del 1900, William W., sua moglie e Frances Ellen vivevano tutti nella stessa famiglia dell'anziano William Still e di sua moglie, confermando l'usanza di famiglie allargate che vivono insieme.

## Attivismo

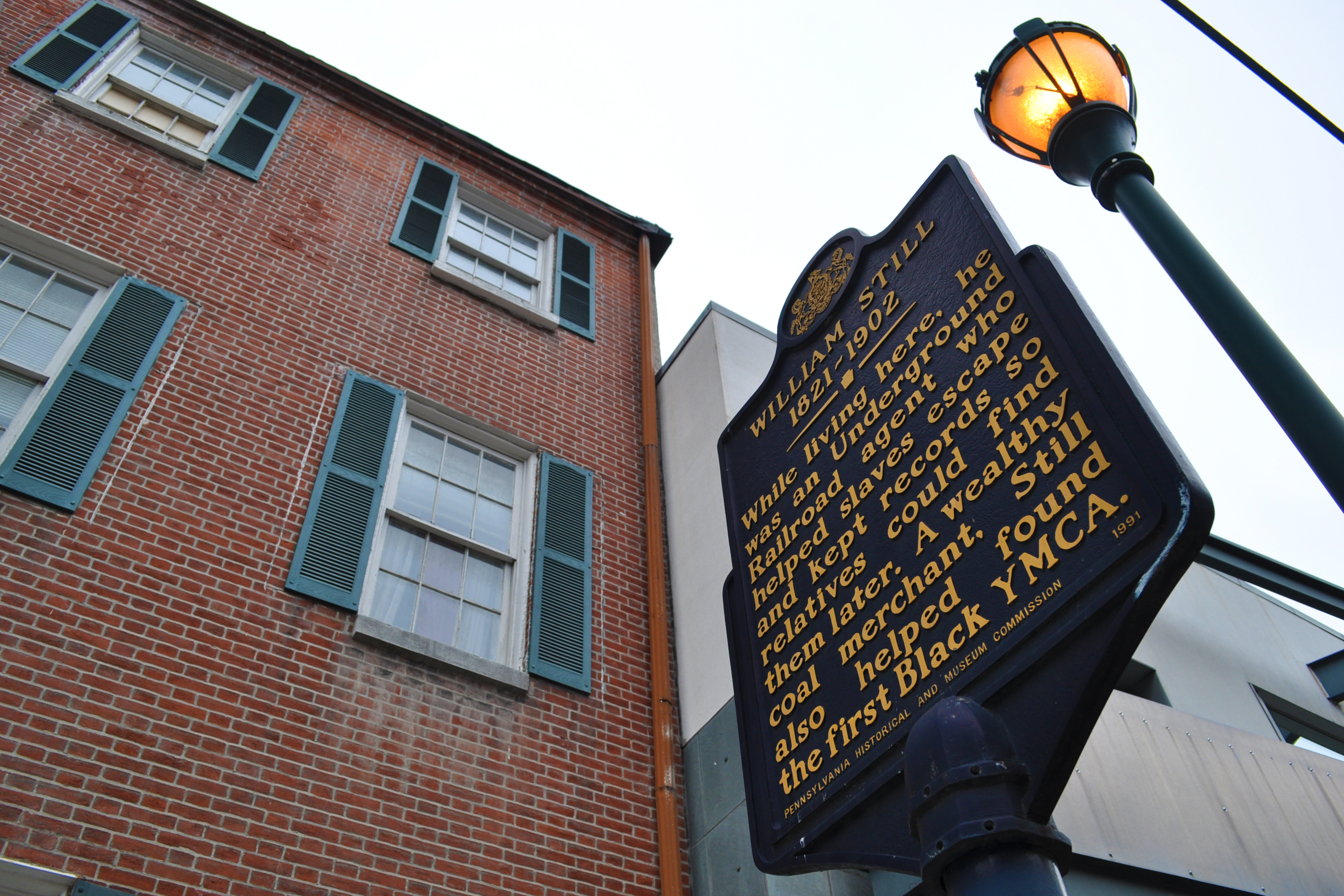
Targa all'esterno della residenza di Still a Philadelphia

### Abolizionismo
Nel 1847, tre anni dopo essersi stabilito a Filadelfia, Still iniziò a lavorare come impiegato per la Pennsylvania Anti-Slavery Society. Quando gli abolizionisti di Filadelfia organizzarono un Comitato di Vigilanza per aiutare direttamente gli schiavi in fuga che avevano raggiunto la città, Still ne divenne il presidente. Questo portò lui e sua moglie Letitia a trasferirsi in una casa a schiera relativamente nuova sul lato est di Ronaldson Street, tra South e Bainbridge Street, che si trova ancora oggi al 625 di S. Delhi Street. Gli Still occuparono questa casa, che era una stazione di passaggio della Underground Railroad, dal 1850 al 1855. Fu qui che Still slegò la cassa che trasportava Lear Green durante la sua fuga dal Maryland in una cassa a vapore. Grazie al suo status di presidente del Comitato di Vigilanza, Still era uno dei leader della comunità afroamericana di Filadelfia.
Nel 1855 partecipò al salvataggio di Jane Johnson, una schiava che aveva chiesto aiuto alla Società per ottenere la libertà mentre passava per Filadelfia con il suo padrone John Hill Wheeler, appena nominato Ministro degli Stati Uniti in Nicaragua. Still e altri liberarono lei e i suoi due figli in base alla legge della Pennsylvania, che sosteneva che gli schiavi portati nello Stato libero volontariamente da un proprietario di schiavi potevano scegliere la libertà. Il suo padrone citò lui e altri cinque afroamericani per aggressione e rapimento in un caso di alto profilo nell'agosto del 1855. Jane Johnson tornò a Filadelfia da New York e testimoniò in tribunale sulla sua indipendenza nel scegliere la libertà, ottenendo un'assoluzione per Still e altri quattro e una riduzione della pena per gli ultimi due uomini.
Nel 1859 Still si oppose alla segregazione del sistema di trasporto pubblico della città, che prevedeva posti a sedere separati per bianchi e neri. Continuò a fare pressioni e, nel 1865, la legislatura della Pennsylvania approvò una legge per integrare i tram in tutto lo Stato.

### Underground Railroad
Nel suo necrologio The New York Times definì Still "Il padre della Underground Railroad", William Still aiutò circa 800 schiavi a fuggire verso la libertà. Intervistò ogni persona e tenne un registro accurato, che includeva una breve biografia e la destinazione di ciascuno, insieme a qualsiasi alias adottato. Tenne i suoi registri accuratamente nascosti, ma sapeva che i resoconti sarebbero stati fondamentali per aiutare il futuro ricongiungimento dei membri della famiglia che si erano separati sotto la schiavitù, cosa che aveva imparato quando aveva aiutato il suo stesso fratello Peter, che non aveva mai incontrato prima.
Still collaborò con altri agenti della Underground Railroad che operavano nel Sud, tra cui nei porti della Virginia, nei vicini Delaware e Maryland e in molte contee della Pennsylvania meridionale. La sua rete verso la libertà comprendeva anche agenti in New Jersey, New York, New England e Canada. William Still fornì sostegno materiale e incoraggiamento ad Harriet Tubman per iniziare il suo lavoro come conduttrice della Underground Railroad. Lei viaggiò attraverso il suo ufficio con i suoi compagni di viaggio in diverse occasioni durante gli anni '50 del XIX secolo. Still strinse anche un legame con la famiglia di John Brown e ospitò diversi collaboratori di Brown in fuga dal Raid di John Brown contro Harpers Ferry.

### La Guerra Civile Americana e le sue conseguenze
Durante la Guerra civile americana, Still gestì il cambio della posta a Camp William Penn, il campo di addestramento delle United States Colored Troops a nord di Filadelfia. Aprì anche un negozio di stufe e nel 1861 acquistò un deposito di carbone e gestì un'attività di consegna di carbone, che continuò a condurre anche dopo la guerra.
Nel 1867 Still pubblicò A Brief Narrative of the Struggle for the Rights of Colored People of Filadelfia in the City Railway Cars.
Nel 1872 Still pubblicò un resoconto della Ferrovia Sotterranea, The Underground Railroad Records, basato sulle note segrete accuratamente registrate che aveva tenuto nei diari durante quegli anni. Il libro include le sue impressioni sui capistazione come Thomas Garrett, Daniel Gibbons e Abigail Goodwin. Il libro è stato pubblicato in tre edizioni e nel 1876 fu esposto alla Mostra del Centenario di Filadelfia. Da allora gli storici lo hanno utilizzato per capire come funzionava la Underground Railroad; sia il Progetto Gutenberg che Internet Archive rendono il testo disponibile gratuitamente.

### Affari e filantropia
Dopo la guerra Still continuò ad essere un attivo uomo d'affari, filantropo e attivista sociale nelle aree metropolitane di Filadelfia.
Oltre all'attività di carbone in corso, Still possedeva notevoli proprietà immobiliari, tra cui Liberty Hall, per qualche tempo la più grande sala pubblica degli Stati Uniti di proprietà di un nero. Possedeva anche azioni della rivista The Nation, era membro del Board of Trade di Filadelfia, e finanziava ed era ufficiale dell'Associazione statistica sociale e civile di Filadelfia, che in parte seguiva le persone liberate.
Still rimase attivo anche nel Colored Conventions Movement, avendo partecipato a convenzioni nazionali tra cui la New England Colored Citizens' Convention del 1859, dove sostenne le pari opportunità educative per tutti gli afroamericani. Sostenne anche la temperanza, che lo spinse a organizzare una Scuola di Sabbath missionaria per la Chiesa presbiteriana. Fu membro della Freedmen's Aid Union and Commission, funzionario della Philadelphia Home for the Aged and Infirm Colored Persons e anziano della Chiesa presbiteriana, dove creò delle scuole del sabato per promuovere l'alfabetizzazione anche tra i neri liberti.
Aveva un forte interesse per il benessere dei giovani neri. Contribuì a creare un orfanotrofio e la prima YMCA per afroamericani a Filadelfia. Oltre a continuare ad essere membro del consiglio di amministrazione della Soldiers and Sailors Orphan Home e della Home for the Destitute Colored Children, Still divenne fiduciario dello Storer College.

## Morte, eredità e onorificenze
Still morì il 14 luglio 1902, nella sua casa al 726 di South 19th Street a Filadelfia. Fu sepolto nel Cimitero di Eden a Collingdale, Contea di Delaware, Pennsylvania, come in seguito sua moglie e sua figlia. Fondato appena un mese prima della morte di Still, il Cimitero di Eden è oggi il più antico cimitero di proprietà afroamericana della nazione e dal 2010 è stato inserito nel Registro Nazionale dei Luoghi Storici. Nel marzo 2018, la residenza di Still del 1850-1855 è stata identificata e inserita nel Philadelphia Register of Historic Places.

### I discendenti
I membri della famiglia hanno donato i suoi carteggi, compresi i documenti personali 1865-1899, alla Charles L. Blockson Afro-American Collection della Biblioteca della Temple University, dove rimangono accessibili ai ricercatori.
Peter (nato nel 1801- morto nel 1868) visse a Burlington Township, New Jersey. Il Dr. James (nato nel 1812 e morto nel 1882) risiedeva a Medford, New Jersey. I discendenti del Dr. James Still erano membri illustri della famiglia Still, tra cui la giocatrice di basket WNBA Valerie Still e suo fratello, il defensive end della NFL Art Still e Devon Still, ex defensive end della NFL con gli Houston Texans. Per molti anni si è ipotizzato che tutti i membri della famiglia Still fossero consanguinei, ma grazie alla ricerca e al test del DNA, esistono sicuramente diverse progenie della famiglia Still.

### National Underground Railroad Network
Nel 1997 il Congresso ha approvato l'H.R. 1635, che il Presidente Bill Clinton ha trasformato in legge e che ha autorizzato il National Park Service degli Stati Uniti a creare il programma National Underground Railroad Network to Freedom (Rete nazionale della ferrovia sotterranea verso la libertà) per identificare i siti associati e divulgare l'Underground Railroad. Questo ha anche affermato l'importanza nazionale di Still come agente della Underground Railroad come importante centro di abolizione.

### Nella cultura popolare
- L'attore Robert Hooks ha interpretato Still in Una donna chiamata Mosè, la miniserie del 1978 basata sulla vita dell'abolizionista Harriet Tubman.
- L'attore Ron O'Neal ha interpretato una versione fittizia di Still nella miniserie del 1985, Nord e Sud.
- Stand by the River (2003), un musical basato sulla vita di Still e sul salvataggio di Jane Johnson, è stato scritto e composto da Joanne e Mark Sutton-Smith. È stato prodotto a New York e Chicago, e nelle università e in altre sedi in tutto il Paese.
- L'attore Chris Chalk ha interpretato una versione fittizia di Still nella serie televisiva period drama di WGN America, Underground.
- Underground Railroad: the William Still Story è un documentario cinematografico indipendente trasmesso per la prima volta dal Public Broadcasting System il 6 febbraio 2012.[39]
- Nkeiru Okoye ha scritto l'opera Harriet Tubman: When I Crossed that Line to Freedom che include Still come personaggio. È stata rappresentata per la prima volta nel 2014.[40]
- L'attore Leslie Odom Jr. ha interpretato Still nel film del 2019 Harriet, basato sulla vita di Harriet Tubman.
- Una versione fittizia di William Still è ritratta da Ta-Nehisi Coates nel suo romanzo The Water Dancer (2019), in cui Still è rappresentato dal personaggio di Raymond White.
- Il compositore Paul Moravec e il librettista Mark Campbell hanno composto un oratorio Sanctuary Road basato sugli scritti di William Still. L'oratorio è stato presentato in anteprima alla Carnegie Hall nel maggio 2018. Una versione lirica di Sanctuary Road è stata presentata in anteprima a Raleigh, nella Carolina del Nord, nel marzo 2022.